# Cerithium lutosum
Cerithium lutosum är en snäckart som beskrevs av Menke 1828. Cerithium lutosum ingår i släktet Cerithium och familjen Cerithiidae.

## Underarter

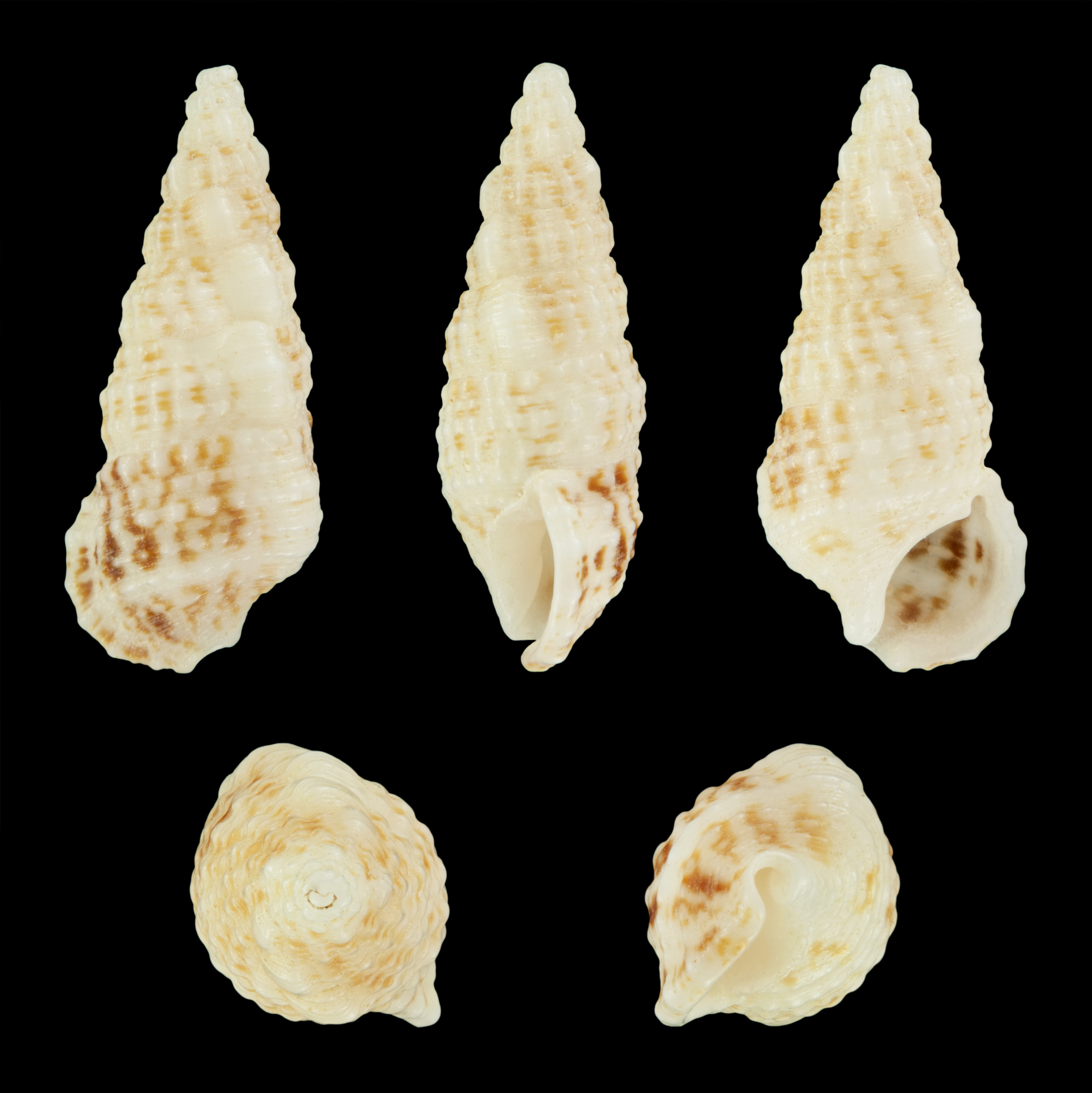

Arten delas in i följande underarter:
- C. l. lutosum
- C. l. biminiense